# El Boxtha
El Boxtha är en ort i Mexiko.   Den ligger i kommunen Actopan och delstaten Hidalgo, i den sydöstra delen av landet, 90 km norr om huvudstaden Mexico City. El Boxtha ligger 1 966 meter över havet och antalet invånare är 2 708.
Terrängen runt El Boxtha är kuperad söderut, men norrut är den platt. Runt El Boxtha är det ganska tätbefolkat, med 120 invånare per kvadratkilometer. Närmaste större samhälle är Actopan, 3,4 km öster om El Boxtha. Omgivningarna runt El Boxtha är en mosaik av jordbruksmark och naturlig växtlighet.